# Regierungsamtsinspektor
Regierungsamtsinspektor (RAI) ist in Deutschland die Amtsbezeichnung eines Beamten im mittleren Dienst in der Bundes- oder Landesverwaltung im dritten Beförderungsamt. Das Amt des Regierungsamtsinspektors stellt das Endamt der Laufbahngruppe des mittleren Dienstes dar. Außerdem stellt es das Verzahnungsamt mit der Besoldungsgruppe A 9 (Regierungsinspektor) des gehobenen Dienstes dar.
Im mittleren technischen Verwaltungsdienst des Bundes lautet die Amtsbezeichnung Technischer Regierungsamtsinspektor (TRAI).

## Besoldung
Das Amt wird mit der Besoldungsgruppe A 9 nach der Bundesbesoldungsordnung des Bundesbesoldungsgesetzes alimentiert und entspricht somit besoldungsrechtlich einem Polizeihauptmeister bzw. einem Stabsfeldwebel der Bundeswehr. Regierungsamtsinspektoren, die besonders herausgehobene Tätigkeiten wahrnehmen, wird eine Amtszulage (A 9Z) gewährt, sodass ihre Besoldung einem Oberstabsfeldwebel der Bundeswehr entspricht.

## Ausbildung
Regierungsamtsinspektoren haben in der Regel den zweijährigen Vorbereitungsdienst (Laufbahnausbildung) für den mittleren Dienst abgeschlossen und wurden aufgrund einer guten dienstlichen Beurteilung vom Regierungshauptsekretär (RHS) zum Regierungsamtsinspektor befördert.

## Dienststellung in einer Behörde
Regierungsamtsinspektoren nehmen in der Funktion als Bürosachbearbeiter meist einfachere Aufgaben wie Geschäfts- oder Vorzimmertätigkeiten wahr und sind oftmals einem Beamten des gehobenen Dienstes unmittelbar unterstellt.